# Kolonialkanonenboot
Als Kolonialkanonenboot wurde 1938/39 eine projektierter Schiffstyp der Kriegsmarine bezeichnet. Das Projekt wurde über einen bloßen Entwurf für sechs Einheiten nicht weiterverfolgt. Die Boote sollten in einem zukünftigen deutschen Kolonialreich auf so genannten Auslandsstationen sowohl zur Herrschaftssicherung in den Kolonien als auch zum Handelsschutz gegenüber den Marinen anderer Großmächte dienen.

## Geschichte
Bei der internen und äußeren Sicherung des zukünftigen deutschen Kolonialreichs beabsichtigte die Kriegsmarine, eine führende Rolle einzunehmen. So wollte sie auf Verlangen ihres Oberkommandierenden die Inbesitznahme (bzw. Wiederinbesitznahme ehemaliger Kolonien) eine führende Rolle einnehmen. Das Projekt war möglicherweise Teil des Z-Plans; Einzelheiten sind nicht bekannt. Zuständig für die Entwicklung war das Hauptamt Kriegsschiffbau.
Als gesichert kann gelten, dass der Entwurf nicht auf Vorbilder bzw. Konzepte der Kaiserlichen Marine zurückging, da diese für die Kolonien nie einen spezifischen Schiffstyp entwickelt hatte. Eine Ausnahme bildeten lediglich Flusskanonenboote wie die Otter für den Dienst auf dem Jangtsekiang. Möglicherweise diente der italienische Schiffstyp des Kolonialkreuzers Eritrea oder die französischen Avisos der Bougainville-Klasse als Vorbild, die mehr oder weniger eine ähnliche Verdrängung und Bewaffnung wie der deutsche Entwurf aufwiesen. Für die interne Sicherung der neuen Kolonien sollte ohnehin die italienische Kolonialpolizei als Vorbild dienen.
Die Planungen begannen 1938, wurden aber offenbar bereits 1939 beendet, da keine genügenden Werftkapazitäten vorhanden waren. Ein Aufriss des Entwurfs von Franz Mrva ist bei Gröner abgebildet.

## Technik

### Rumpf und Antrieb
Der Rumpf eines Kolonialkanonenbootes sollte 106,4 Meter lang, 12,3 Meter breit und bei einer Verdrängung von 2.550 Tonnen einen Tiefgang von 3,5 Metern haben.
Als Antrieb wurden vier ölbefeuerte Motoren geplant, mit welcher eine Gesamtleistung von 1.500 PS (1.103 kW) erreicht werden sollte. Die Leistung wäre an zwei Wellen mit je einer Schraube abgegeben worden. Die Höchstgeschwindigkeit sollte 24 Knoten (44 km/h) betragen. Es hätten 380 Tonnen Kraftstoff gebunkert werden können, was zu einer maximalen Fahrstrecke von 11.000 Seemeilen (20.273 km) bei 12 Knoten geführt hätte.

### Bewaffnung
Als Hauptartillerie waren vier 12,7-cm SK C/34 Seezielgeschütze mit Kaliberlänge 60 in zwei Zwillingstürmen geplant. Diese Geschütztürme sollten auf der Bootsmittellinie, eins vor dem Brückenaufbau und hinter den achteren Aufbauten aufgestellt werden.
Zur Flugabwehr waren vorgesehen sechs 3,7-cm SK C/30 in drei Doppellafetten, zwei nebeneinander vor der Brücke und eines überhöht zum achteren Geschützturm. Des Weiteren vier 2-cm-Flak C/30 ebenfalls in Doppellafetten, welche sich auf Plattformen beiderseits des Mittschiffs befindlichen Schornsteins befunden hätten. Da die Bedrohung durch Flugzeuge zu Zeitpunkt der Planung noch nicht dominierend war, wurde diese Anzahl an Flugabwehrgeschützen als ausreichend angesehen.
Die Torpedobewaffnung sollte aus zwei Doppeltorpedorohrsätzen im Kaliber 53,3 cm für Torpedos des Typs G 7a bestehen.